# Letov Š-2
Il Letov Š-2 era un ricognitore- bombardiere leggero biplano sviluppato dall'azienda cecoslovacca Vojenská továrna na letadla Letov nei primi anni venti del XX secolo.
Derivava dal precedente modello Letov Š-1, primo velivolo di produzione nazionale ad essere impiegato dalla Češkoslovenske Vojenske Letectvo, l'aeronautica militare cecoslovacca, nel periodo interbellico.

## Storia del progetto
Con la costituzione dello stato indipendente cecoslovacco, avvenuta il 28 ottobre 1918, fu subito costituito l’Arsenale Aereo Militare Cecoslovacco, che il 1 novembre fu trasformato nella Vojenska Tovarna Na Letlada (Letov). Il primo incarico assegnato alla nuova fabbrica fu la revisione e la riparazione di tutti gli aerei già appartenuti alle k.u.k. Luftfahrtruppen austro-ungariche ed entrati in possesso dei cecoslovacchi. Nel giugno 1919 l’ufficio tecnico della fabbrica, diretto dal progettista Alois Šmolík, con l’assistenza di Josefem Feiglem, iniziò la realizzazione del primo velivolo da ricognizione e bombardamento leggero che venne designato SH-1, il cui prototipo andò in volo per la prima volta nell’agosto 1920 nelle mani del collaudatore, capitano Klementem Adamcem, sull’aeroporto militare di Praga-Kbely.

## Descrizione tecnica

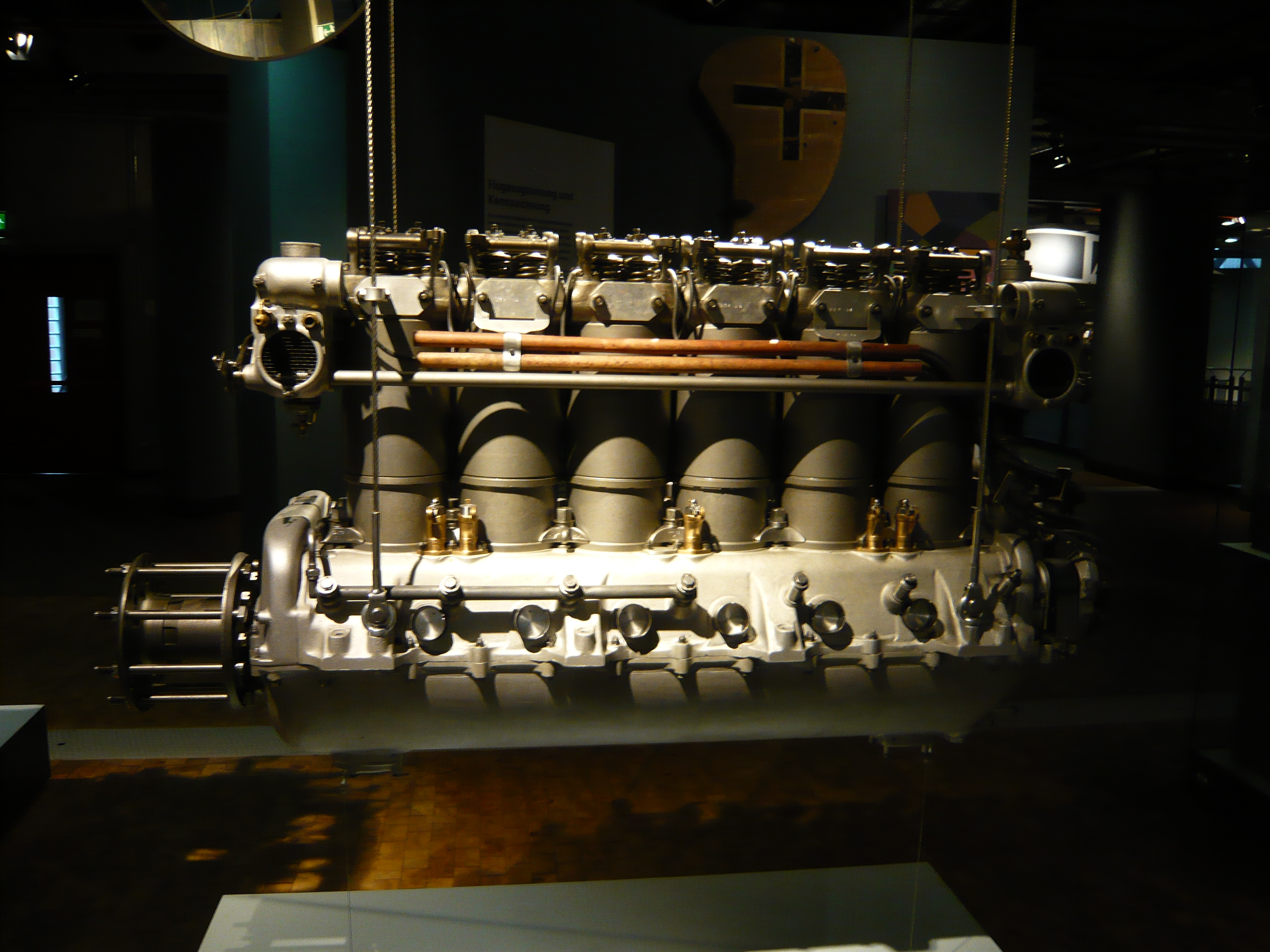
Un motore Maybach Mb.IVa conservato presso il Deutsches Technikmuseum di Berlino.

Il biplano Letov Š-2 era un ricognitore/bombardiere leggero dotato di fusoliera semimonoscocca di costruzione interamente lignea, rivestita in compensato. La configurazione alare era biplano-sesquiplana, con l'ala superiore, montata alta a parasole, dall'apertura leggermente più ampia dell'inferiore, quest'ultima montata bassa sulla fusoliera e leggermente spostata verso coda, collegate tra loro da sei coppie di montanti, tre per lato disposte a N, integrati da tiranti in cavetto d'acciaio.
Il motore in linea era un Maybach Mb.IVa a 6 cilindri, raffreddati a liquido, erogante la potenza di 260 hp (191 kW), ed azionava un'elica bipala lignea.
Il carrello d'atterraggio era un semplice biciclo anteriore fisso con ruote collegate da un assale rigido, integrato posteriormente da un pattino d'appoggio posizionato sotto la coda.
L’armamento si basava su una mitragliatrice Vickers vz.09 calibro 7,7 mm, fissa in caccia, e sparante attraverso il disco dell'elica tramite un sistema di sincronizzazione. L'arma disponeva di una riserva di 250 colpi.  Una mitragliatrice brandeggiabile Lewis da 7,7 mm, con 900 colpi, era a disposizione dell'osservatore mitragliere. L'equipaggio, composto da due persone, era disposto in tandem in abitacoli aperti, e disponeva di una stazione radiotelegrafica e di una macchina per riprese fotografiche, con un rullino per 50 scatti. L'aereo poteva trasportare due bombe da 50 kg o fino a 12 bombe da 10 kg.

## Impiego operativo

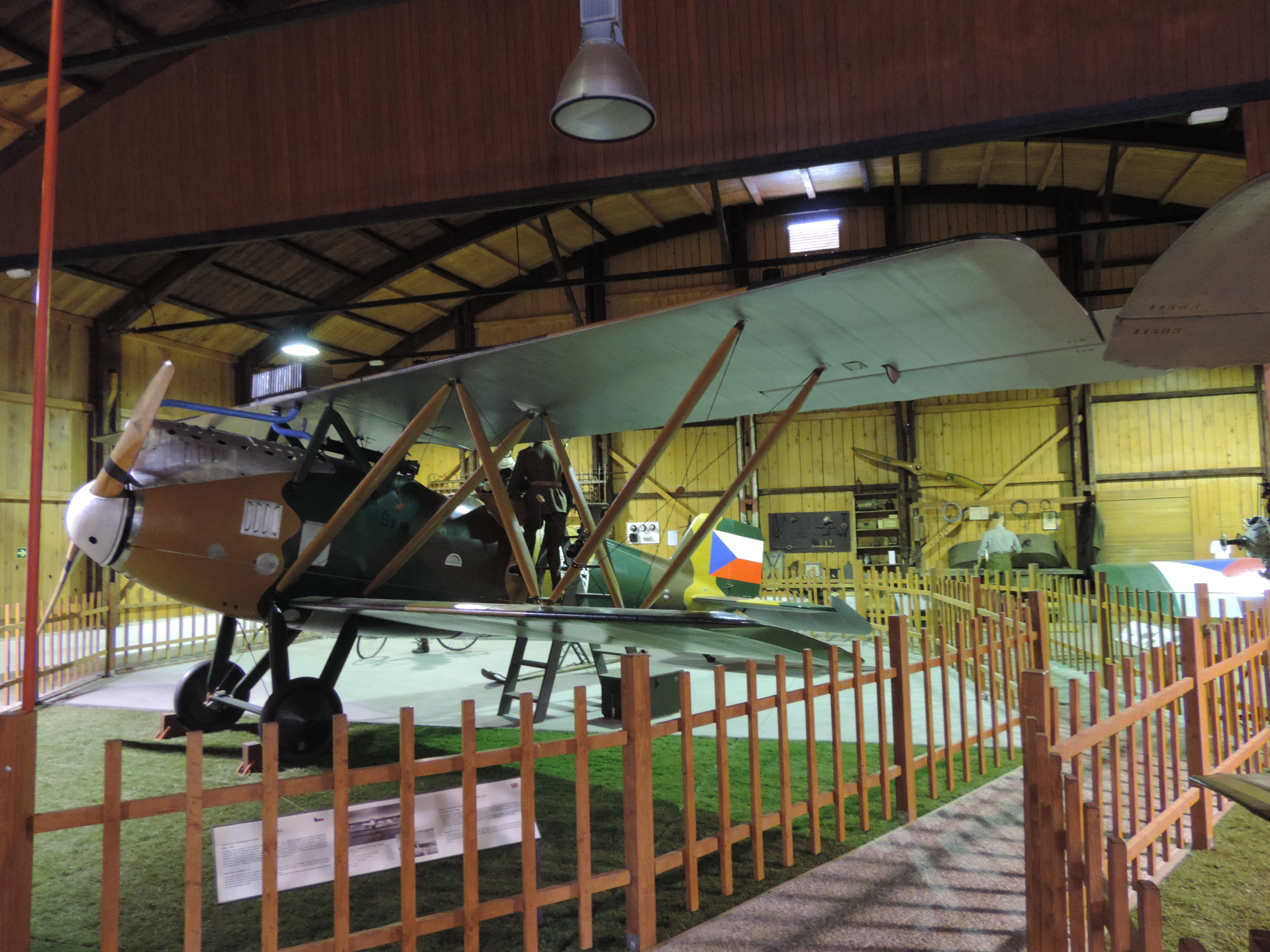
L'esemplare di Letov Š-2 conservato presso il Letecké Muzeum di Kbely.

Il Ministerstvo Národní Obrany (MNO) emise un ordine per la costruzione di 50 velivoli Letov ŠH-1 equipaggiati con motori Breitfeld & Daněk Hiero L, ma se ne poterono realizzare in questa configurazione solo 28, a causa della scarsità di motori Hiero L. I rimanenti velivoli ricevettero i motori Maybach Mb.IVa di costruzione tedesca da 260 hp (191 kW) e la designazione di ŠM-1. Il primo di questi fu sottoposto ai collaudi militari tra il dicembre 1920 e il marzo 1921 dal capitano Alois Jezek. Nel 1921 lo MNO ordinò un'ulteriore serie di 40 aerei che vennero prodotti su licenza dalle Aero Letňany, con l’adozione del motore Maybach Mb.IVa, di piccole modifiche come la riduzione dell'apertura alare, e la designazione iniziale di SM-2. Nel 1923 la designazione degli aerei fu semplificata e i velivoli con il motore Hiero L ricevettero la denominazione di Š-1 e quelli con il Maybach Mb-IVa di Š-2.
Tutti gli aeromobili prodotti prestarono servizio sull'aeroporto di Praga-Kbely fino al 1925, quando l’ultimo velivolo fu radiato.

## Utilizzatori
Cecoslovacchia
- Češkoslovenske Vojenske Letectvo

## Esemplari attualmente esistenti
L'unico esemplare sopravvissuto, un modello Š-2, è attualmente esposto presso il Letecké Muzeum di Kbely.

### Annotazioni
1. ↑  In lingua italiana Ministero della Difesa Nazionale.

### Fonti
1. ↑  Munson 1972, p. 18.
2. ↑  David 1997, p. 563.
3. 1 2 3 4 5 6  Munson 1972, p. 98.
4. 1 2 3 4 5 6  Уголок неба.
5. 1 2 3 4 5 6 7  Valka.cz.